# Katy Perry: Part of Me
Katy Perry: Part of Me (tên quảng bá là Katy Perry: Part of Me 3D) là một bộ phim tài liệu tự truyện 3D Mỹ năm 2012 về Katy Perry. Nó được đạo diễn bởi Dan Cutforth và Jane Lipsitz và phát hành tại Hoa Kỳ, Canada, Anh và Ireland vào ngày 5 tháng 7 năm 2012.

## Nội dung
Bộ phim nói về cuộc phỏng vấn giữa Perry và những người thân yêu của cô ấy kể lại cuộc đời cô, gồm nhiều thước phim khác nhau từ thời thơ ấu và tuổi thiếu niên cũng như sự nghiệp và cuộc sống cá nhân của cô. Bộ phim được kết hợp với các màn trình diễn từ California Dreams Tour trên toàn thế giowis, bao gồm 127 buổi trình diễn từ ngày 20 tháng 2 năm 2011 đến ngày 22 tháng 1 năm 2012. Hầu hết các buổi biểu diễn được ghi lại vào ngày 23 tháng 11 năm 2011, tại Trung tâm Staples ở Los Angeles, nhưng cũng bao gồm các buổi biểu diễn ở Tokyo và São Paulo. Một số người bạn của cô như Rihanna, Lady Gaga, Adele và Jessie J cũng góp mặt trong phim. Bộ phim tài liệu còn kể lại sự đổ vỡ của cuộc hôn nhân của cô với nam diễn viên hài người Anh Russell Brand.

## Diễn viên
Diễn viên chính
- Katy Perry
- Makena Licon
- Glen Ballard
- Shannon Woodward
- Angela Hudson
- Mia Moretti
- Bonnie McKee
- Adam Marcello
- Matthew Hooper
- Todd Delano
- Angelica Cob-Baehler
- Johnny Wujek
- Shayk
- Tasha Layton
- Bóng Elle
- Rô-bốt
- Leah Adler
- Scott Myrick
- Lockhart Brownlie
- Keith Hudson
- Mary Perry
- David Hudson
- Ashley Dixon
- Tamra Natisin
- Hugh Jackman là chính mình (Phóng viên 1)
- Hiroyuki Sanada là chính mình (Phóng viên 2)
- Rila Fukushima là chính mình

Khách mời
- Kesha
- Adele [2]
- Rihanna [3]
- Lady Gaga
- Britney Spears
- Carly Rae Jepsen
- Rebecca đen
- Russell Brand (chưa được công nhận)
- Whoopi Goldberg (chưa được công nhận)
- Justin Bieber (chưa được công nhận)
- Jessie J (chưa được công nhận) [4]
- Bella Thorne (chưa được công nhận)
- Ma trận (đoạn phim lưu trữ)

## Quảng bá và ra mắt

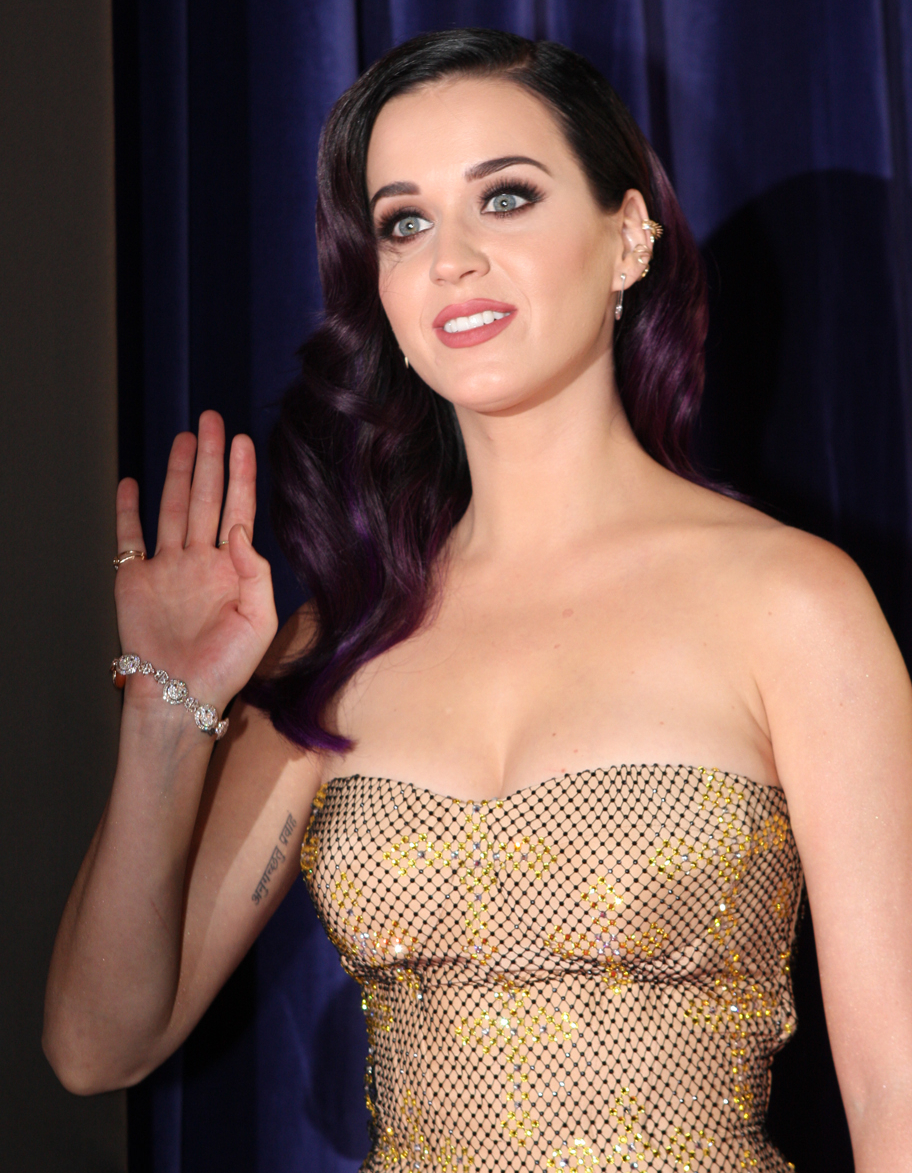
Perry tại buổi ra mắt của Part of Me ở Úc.

Vào ngày 7 tháng 3 năm 2012, Katy Perry đã thông báo qua Twitter rằng cô và Paramount Pictures sẽ phát hành một bộ phim bán phần, một phần của buổi hòa nhạc mang tên Katy Perry: Part of Me vào giữa năm 2012. Cô nói với MTV News rằng bộ phim đã kết thúc kỷ nguyên Teenage Dream và giải thích những gì mong đợi, nói rằng: "Tuy nó là điểm đánh dấu sự kết thúc của kỷ nguyên Teenage Dream, nhưng mang đến cho bạn những góc nhìn sâu thẳm từ bên trong... Bộ phim này, bạn hãy xem nó với tư cách người bạn thân nhất của tôi, bạn sẽ thấy chính xác những gì tôi muốn nói, cảm nhận và suy nghĩ về mọi thứ. " 

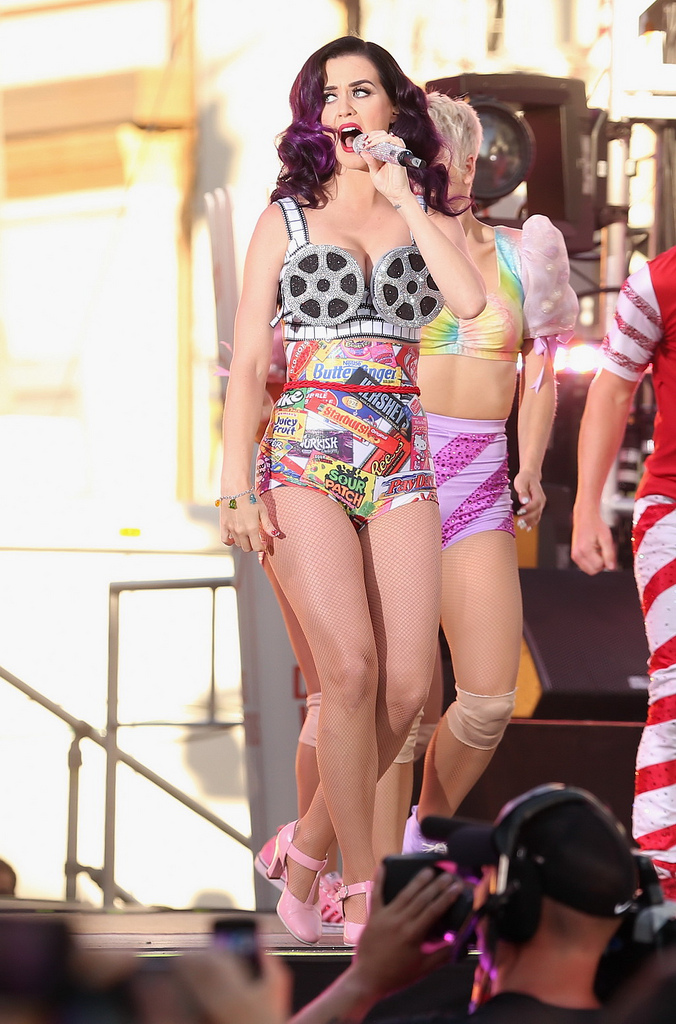
Perry trình diễn ca khúc "Part of Me" tại buổi công bố Katy Perry: Part of Me.

Một vé vàng cho buổi ra mắt phim đã được đặt ngẫu nhiên trong một album Teenage Dream: The Complete Confection. Đoạn trailer đầu tiên của bộ phim đã được phát sóng trong 2012 Kids' Choice Awards. Vào ngày 31 tháng 3 năm 2012, Katy đã thông báo qua Twitter rằng bộ phim sẽ được phát hành vào cuối tuần 4 tháng 7. Đoạn giới thiệu của bộ phim đã được phát hành vào ngày 2 tháng 4 năm 2012 trên iTunes Stores trên toàn thế giới. Perry hợp tác với Pepsi để quảng bá cho bộ phim. Sự hợp tác bao gồm các đài truyền hình và đài phát thanh đồng thương hiệu, quảng cáo kỹ thuật số và màn hình bán lẻ. Tất cả các yếu tố của chiến dịch đều có dòng thẻ toàn cầu mới của Pepsi, "Live for Now". Chiến dịch mang đến cho người tiêu dùng cơ hội giành được những chuyến đi để tham dự buổi ra mắt thế giới của bộ phim tại Los Angeles, bao gồm một buổi biểu diễn trực tiếp của Perry. Perry tổ chức và tham dự buổi ra mắt tại Sydney, Úc và London, Anh, nơi cô đi trên "Thảm hồng". Vào ngày 30 tháng 7 năm 2012, đã có buổi ra mắt tại Rio de Janeiro, Brazil với sự hiện diện của Perry.
Kính 3D đặc biệt được thiết kế và phân phối tại rạp. Chiếc kính có họa tiết "sọc kẹo" màu đỏ và trắng phổ biến theo phong cách hình ảnh của Perry và cũng có hashtag Twitter chính thức của bộ phim.

## Đánh giá
Trang web tổng hợp đánh giá Rotten Tomatoes báo cáo rằng 76% các nhà phê bình đã đánh giá tích cực, dựa trên 87 đánh giá, với điểm trung bình là 6,4/10. Sự đồng thuận quan trọng của nó đã tuyên bố "Katy Perry: Part of Me thành công nhờ vào khả năng thực sự của ngôi sao nhạc pop, truyền cảm hứng ngay cả khi đôi khi nó đóng vai trò như một chiêu trò PR."  Tại trang web Metacritic, trong số 100 đánh giá từ các nhà phê bình chính thống, bộ phim đã nhận được điểm trung bình là 57, dựa trên 24 đánh giá. Công chúng khi được CinemaScore mời đánh giá ngẫu nhiên đã cho Katy Perry: Part of Me điểm trung bình "A".

### Doanh thu
Trong tuần đầu ra mắt, bộ phim đã thu được 7.138.266 USD tại 2.730 rạp ở Hoa Kỳ và Canada, đứng thứ 8 tại phòng vé. Katy Perry: Part of Me đã thu về 25.326.071 USD trong nước và 7.400.885 USD tại nước ngoài, tổng cộng là 32.726.956 USD trên toàn thế giới. Tại Hoa Kỳ, đây là bộ phim tài liệu có doanh thu cao thứ bảy  và là bộ phim hòa nhạc có doanh thu cao thứ năm mọi thời đại.

### Blu-ray và DVD
Vào ngày 18 tháng 9, DVD đã được phát hành cho bộ phim, bán được 112.296 bản trong tuần đầu tiên, thu được lợi nhuận hơn một triệu đô la. Ngoài ra, Blu-ray 3D đã bán được hơn 200.000 bản trong vòng 2 tháng đầu phát hành. Bộ phim cũng đã được phát hành kỹ thuật số qua luồng trực tiếp trên trang Facebook của Perry được phát trực tiếp vào ngày 20 tháng 6 năm 2014.

## Giải thưởng

### Teen Choice Awards
| Năm  | Đề cử / Tác phẩm       | Giải thưởng                       | Kết quả   |
| ---- | ---------------------- | --------------------------------- | --------- |
| 2012 | Katy Perry: Part of Me | Choice Summer Movie: Comedy/Music | Đoạt giải |